# Maluta Skuratow
Maluta Skuratow (właściwie Grigorij Łukjanowicz Skuratow-Bielski, ros. Григорий Лукьянович Скуратов-Бельский, zm. 1 stycznia 1573) – jeden z dowódców opriczników, zaufany cara Rosji Iwana IV Groźnego.

## Życiorys
Skuratow zdobył wysoką pozycję w 1569 roku, biorąc udział w egzekucji kniazia Włodzimierza Andrzejewicza Starickiego, brata stryjecznego Iwana Groźnego i potencjalnego rywala do tronu. W grudniu 1569 roku Skuratow na rozkaz cara udusił metropolitę Moskwy, Filipa II, który popadł w niełaskę u cara z powodu krytyki jego krwawych rządów.
7 stycznia 1570 roku Skuratow poprowadził karną ekspedycję przeciw Nowogrodowi Wielkiemu, zabijając tysiące mieszkańców miasta, łupiąc i obracając je w ruinę. Rok później kierował śledztwem w sprawie przyczyn klęski wojsk moskiewskich w wojnie z chanem krymskim Dewletem I Girejem.
Zginął w czasie oblężenia Weissensteinu (obecnie Paide w Estonii) w czasie wojny inflanckiej w 1573 roku i został pochowany w monasterze św. Józefa Wołokołamskiego.
Jedna z jego córek, Maria została żoną Borysa Godunowa, natomiast druga, Katarzyna – Dymitra Szujskiego, brata Wasyla.

## W kulturze
Wzmiankowany przez Tadeusza Micińskiego w wierszu Tak mi Ojczyzny mojej żal słowami „Słuchaj! przyjdzie Jan Groźny z Malutą / prosząc Cię w swadźbę dla syna”.
Jest również jednym z gości na „Balu u Szatana” w powieści Mistrz i Małgorzata: „Imiona ich wszystkich poplątały jej się w głowie, twarze ich zlały się w jedną olbrzymią masę i tylko jedna twarz uporczywie trwała w jej pamięci – okolona prawdziwie płomienną brodą twarz Maluty Skuratowa”.